# Крейвен, Уильям, 6-й граф Крейвен
Уильям Роберт Брэдли Крейвен, 6-й граф Крейвен (англ. William Robert Bradley Craven, 6th Earl of Craven; 8 сентября 1917 — 27 января 1965) — британский пэр.

## Происхождение и образование
Родился 8 сентября 1917 года. Единственный сын Уильяма Крейвена, 5-го графа Крейвена (1897—1932), и Мэри Уильямины Джордж (? — 1974). Его родители позже расстались, и в 1925 году его мать подала в суд на его отца за развод со ссылкой на отношения последнего с Верой, графиней Кэткарт . Его отец умер от перитонита в возрасте тридцати пяти лет в 1932 году .
Его дедом по материнской линии был Уильям Джордж, городской секретарь Инвергордона. Его бабушкой и дедушкой по отцовской линии были Уильям Крейвен, 4-й граф Крейвен, и его американская жена Корнелия Мартин . Его бабушка была единственной дочерью Брэдли Мартина и его жены Корнелии, которые были известны как хозяева бала Брэдли-Мартина.
Лорд Крэйвен получил образование в школе Даунсайд (Бат, Сомерсет) и в Нортгемптонширском сельскохозяйственном институте.

## Карьера
15 сентября 1932 года после смерти своего отца в возрасте тридцати пяти лет он унаследовал титул 6-го графа Крейвена, а также дополнительные титулы 12-го барона Крейвена из Хэмстед-Маршалл и 6-го виконта Аффингтона.
Во время Второй мировой войны он служил вторым лейтенантом Колдстримской гвардии, а затем лейтенантом Королевского военно-морского резерва. Лорд Крейвен был членом Совета графства Восточный Сассекс в 1957 году и был удостоен звания Рыцаря Суверенного Военного Мальтийского Ордена в 1959 году.

## Личная жизнь
3 мая 1939 года лорд Крэйвен женился первым браком на Гвендолин Ирен Мейрик (? — 13 марта 2002), дочери доктора Фердинанда Ричарда Холмса Мейрика и Кэтрин Эвелин Нэйсон, печально известной владелицы Клуба 43. До развода в 1954 году у них была одна дочь:
- Леди Сара Джейн Крейвен (род. 9 января 1940), вышедшая замуж в 1961 году за Дэвида Томсона Гловера, сына полковника Джона Уильяма Томсона-Гловера[7].

После развода лорд Крэйвен женился вторым браком 25 сентября 1954 года на Элизабет Гвендолен Терезе Джонстон-Дуглас (2 июня 1916 — 26 июня 2011), дочери Шолто Джонстона Дугласа (1871—1958) и Беттины Грисвуд. У супругов было трое детей:
- Томас Роберт Дуглас Крейвен, 7-й граф Крейвен (24 августа 1957 — 22 октября 1983), не был женат. Покончил жизнь самоубийством[7].
- Леди Энн Мэри Элизабет Крейвен (род. 9 апреля 1959), в 1978 году вышедшая замуж за профессора Лайонела Тарасенко[7].
- Саймон Джордж Крейвен, 8-й граф Крейвен (16 сентября 1961 — 30 августа 1990), женившийся на Терезе Даунс в 1988 году. Он погиб в автокатастрофе в Истборне[7].

Лорд Крэйвен умер в 1965 году, и ему наследовал его старший сын Томас.